# Milton Bradley

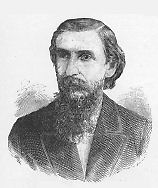
Milton Bradley

Milton Bradley (* 8. November 1836 in Vienna, Maine; † 30. Mai 1911 in Springfield, Massachusetts) war ein US-amerikanischer Zeichner, Lithograph, Patentanwalt, Erfinder sowie Gründer des Spieleherstellers Milton Bradley Company. Er gilt als Pionier der Spieleindustrie in Nordamerika.

## Leben
Bradley wurde in Vienna als Sohn des Handwerkers Lewis Bradley und seiner Frau Fannie Lyford Bradley geboren.
Nachdem er 1854 die High School an der Lowell High School abschloss, schrieb er sich an der Lawrence Scientific School der Harvard University in Cambridge, Massachusetts ein, brach aber das zweijährige Studium nach 1½ Jahren ab, da er mit den Eltern nach Hartford, Connecticut zog.
1856 zog er mit 19 Jahren nach Springfield, wo er sofort eine Anstellung als Zeichner bei der Wason Manufacturing Company erhielt. Nachdem 1858 die Wason Car Manufacturing Co. kurzzeitig den Betrieb einstellte, machte er sich als Maschinenzeichner und Patentanwalt selbstständig.

## The Checkered Game of Life

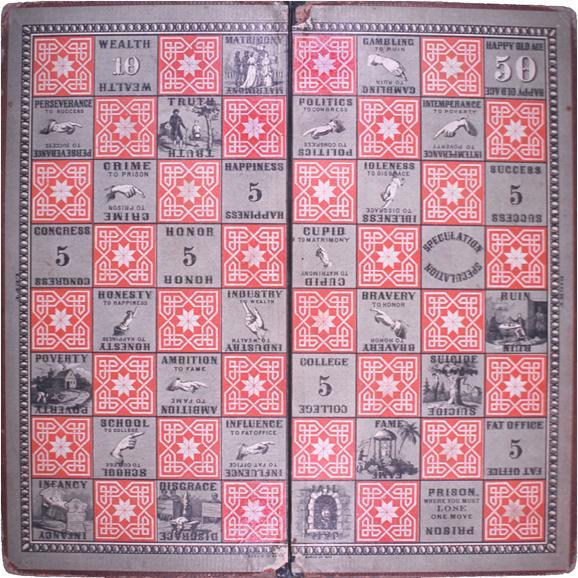
Spielbrett zu The Checkered Game of Life

Etwa 1860 wies er sich in die Kunst der Lithographie ein, kaufte sich eine Druckerpresse und gründete in Springfield ein Geschäft für Lithographie. 1860 entwickelte er das Spiel The Checkered Game of Life, welches er 1866 patentieren ließ.
Im November 1860 heiratete er Vilona Larue Eaton (* 8. Februar 1838 in Ludlow; † 13. März 1867).
Nachdem er 1861 mehr als 45.000 Exemplare seines Spiels verkaufte, entschloss er sich, auch andere Spiele herzustellen, so produzierte er 1861 Games for the Soldiers, eine Zusammenstellung von neun populären Spielen.

## Milton Bradley Company
1864 gründete Bradley mit den Partnern J. F. Tapley and Clark W. Bryan das Unternehmen Milton Bradley & Company, 1878 zahlte er die Partner aus und benannte das Unternehmen Milton Bradley Company.
Ab 1880 erweiterte er das Sortiment des Unternehmens um Puzzles.

## Kindergarten
Nach dem Tod seiner Frau Vilona 1867 heiratete er 1869 Ellen Maria Thayer (* 18. September 1836; † 19. September 1918), mit der er zwei Töchter hatte (Florence Lenore, * 22. Juni 1874 und Lilian Alice, * 13. Januar 1879).
1869 veröffentlichte er mit Edward Wiebés das Buch The Paradise of Childhood: a manual for self-instruction in Friedrich Froebel's educational principles, and a practical Guide to Kinder-Garteners. das erste amerikanische Buch über die Ideen des Kindergartens von Friedrich Fröbel.
Er gründete den ersten Kindergarten in Springfield, wobei er, seine Frau und sein Vater dort Lehrer waren.
Weiter interessierte er sich für Farben und schrieb ab 1890 vier Bücher über die Farblehre für Kinder.

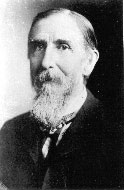
Milton Bradley

## Bücher
- Color in the School Room, 1890
- Color in the Kindergarten, 1893
- Elementary Color, 1895
- Water Colors in the Schoolroom, 1900

## Patente
- Patent  US53561A: Social Game. Veröffentlicht am 3. April 1866, Erfinder: Milton Bradley.‌
- Patent  US54848A: Croquet Bridge. Veröffentlicht am 22. Mai 1866, Erfinder: Lewis Bradley, Milton Bradley.‌
- Gebrauchsmuster  USD3664S: Design for a Hinge. Veröffentlicht am 21. September 1869, Erfinder: Milton Bradley.‌
- Patent  US215205A: Improvement in Paper-Cutting Machines. Angemeldet am 16. Dezember 1878, veröffentlicht am 13. Mai 1879, Erfinder: Milton Bradley.‌
- Patent  US225457A: Process of Engraving Printig-Surfaces. Veröffentlicht am 16. März 1880, Erfinder: Milton Bradley.‌
- Patent  US310873A: Toy Spring-Gun. Veröffentlicht am 20. Januar 1885, Erfinder: Milton Bradley.‌
- Patent  US416437A: Drawing-Board. Veröffentlicht am 3. Dezember 1889, Erfinder: Milton Bradley.‌
- Patent  US418437A: Kindergarten-Table. Veröffentlicht am 31. Dezember 1889, Erfinder: Milton Bradley.‌
- Patent  US492604A: Color-Disk Rotating Mechanism. Angemeldet am 25. April 1892, veröffentlicht am 28. Februar 1893, Erfinder: Milton Bradley.‌
- Patent  US524160A: Compasses. Angemeldet am 11. April 1894, veröffentlicht am 7. August 1894, Erfinder: Milton Bradley.‌
- Patent  US537887A: Color-Mixing Top. Angemeldet am 16. Februar 1894, veröffentlicht am 23. April 1895, Erfinder: Milton Bradley.‌

## Auszeichnungen
- Toy Industry Hall of Fame, 2004 aufgenommen[7]
- National Inventors Hall of Fame, 2006 aufgenommen[8]